# طامزه
طامزه (به عربی: طامزة) یک شهرداری در الجزایر است که در استان خنشله واقع شده‌است.
 طامزه  ۸٬۵۸۰ نفر جمعیت دارد.